# Kusuriyubi-one
Kusuriyubi-one (Transkription von japanisch 薬指尾根 ‚Ringfingerrücken‘) ist ein Gebirgskamm im ostantarktischen Königin-Maud-Land. In der Sør Rondane ist er der von Westen aus betrachtet zweite von fünf Gebirgskämmen, die sich von den Brattnipane nordwärts erstrecken.
Japanische Wissenschaftler fertigten zwischen 1981 und 1982 sowie 1986 Luftaufnahmen an und nahmen 1984 sowie 1991 Vermessungen vor. Sie benannten ihn 1988.